# Ротенбург (Заале)
Ротенбург (нем. Rothenburg) — община в Германии, в земле Саксония-Анхальт.
Входит в состав района Заале. Подчиняется управлению Залькрайс Норд. Население составляет 867 человек (на 31 декабря 2006 года). Занимает площадь 5,40 км².

## Известные уроженцы, жители
Иоганн Фридрих Готфрид Эйзелен (1785—1865) — немецкий экономист.

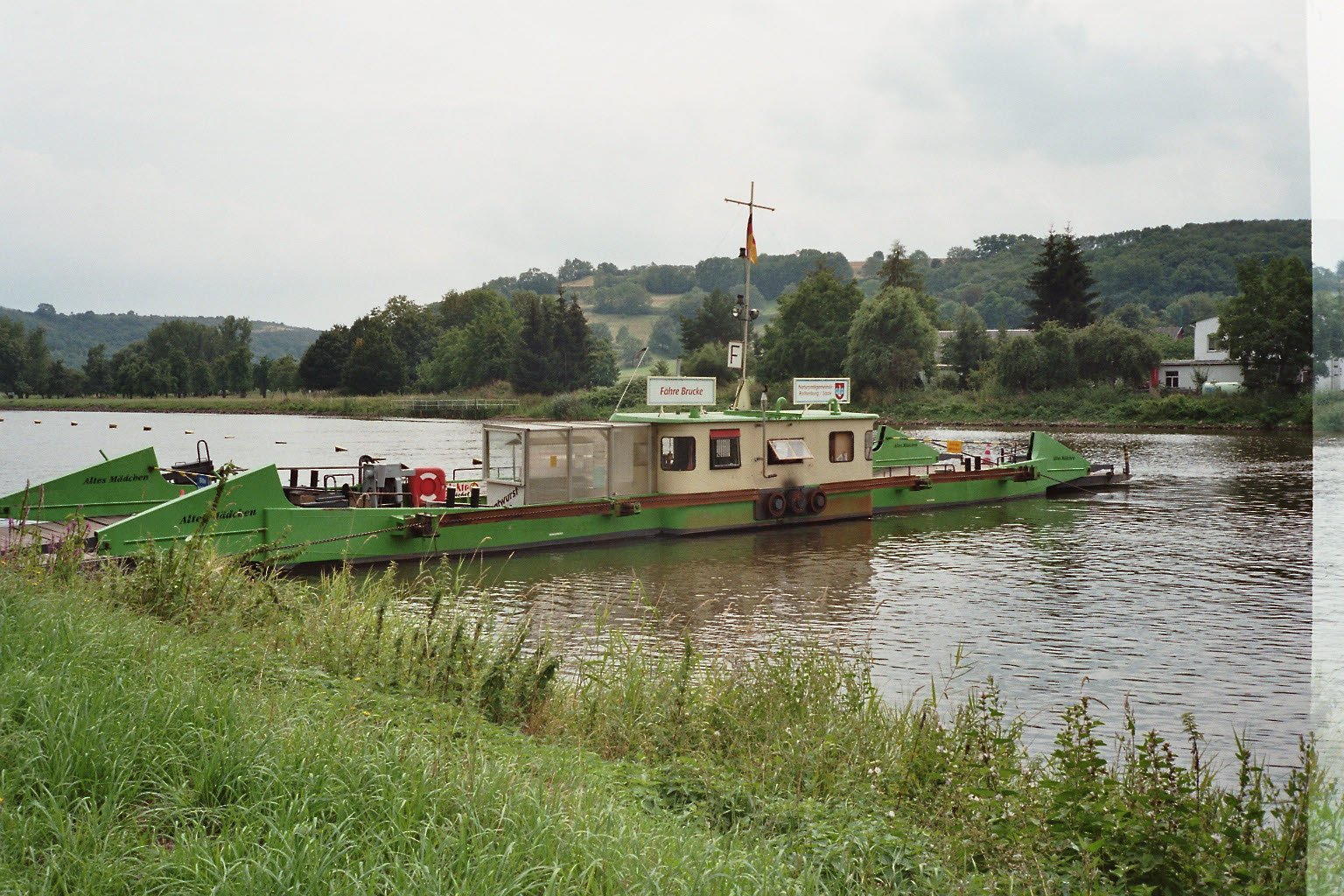
Ротенбург (Заале)